# Club de Conquistadores

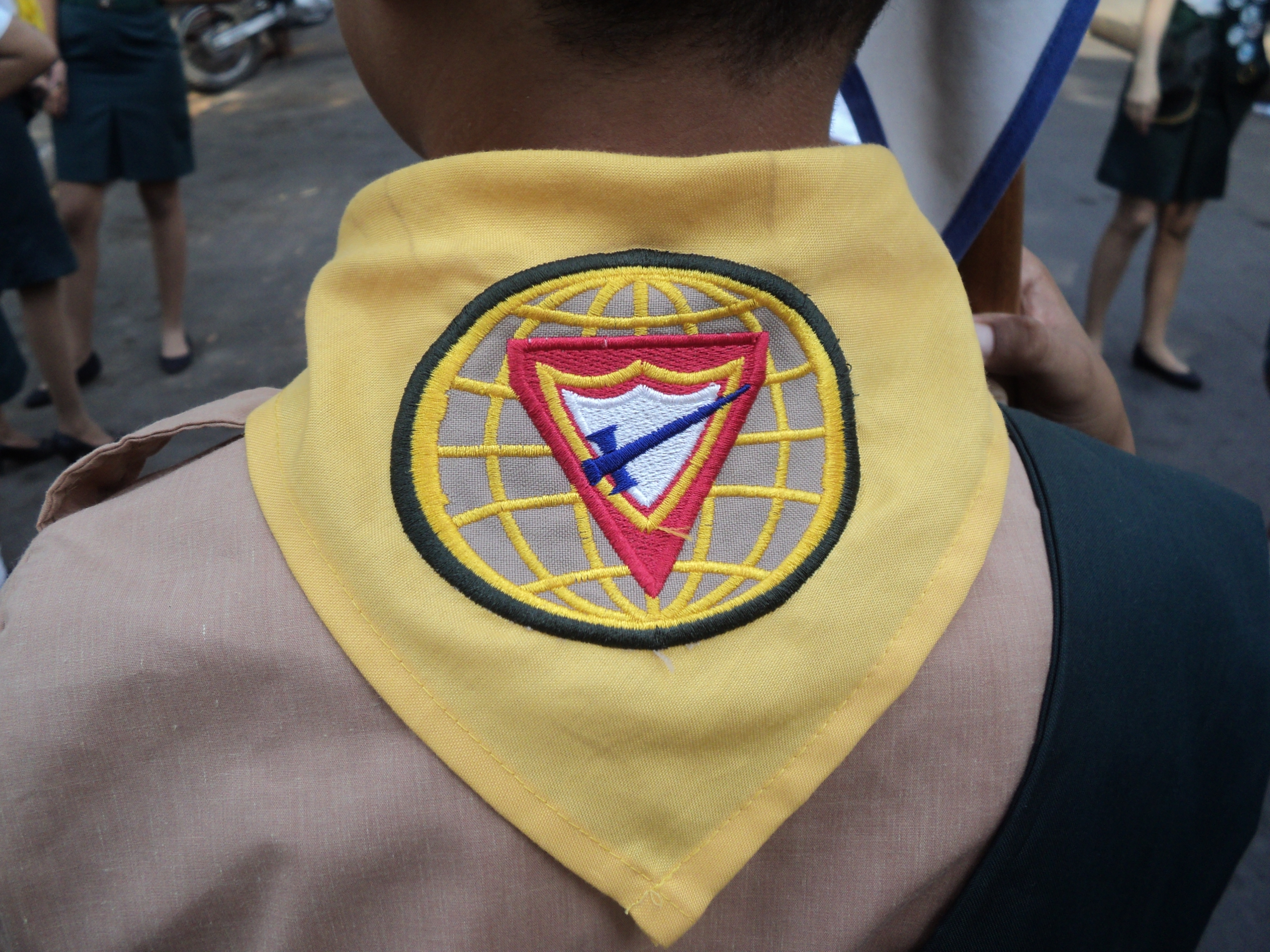
Pañuelo del club de Conquistadores sobre los hombros de un juvenil.

El Club de Conquistadores, también conocidos como Club de Exploradores, son un departamento de la Iglesia Adventista del Séptimo Día, que trabaja específicamente con la educación cultural, social y religiosa de niños y adolescentes ubicados en el grupo de edad entre 10 y 15 años.
Al igual que en diversos aspectos del escultismo, se diferencia de este por el énfasis religioso dado a las actividades desarrolladas. Es parte del programa oficial de la Iglesia Adventista desde 1950. En todo el mundo el Club de Conquistadores forma parte del Ministerio Joven de la IASD, teniendo como director al dominicano Andrés J. Peralta.

## Diferencias de formato y edad
Los conquistadores difieren de formato y nombre alrededor del mundo, siendo que esto es observado incluso en las naciones de lengua oficial española.
En la América hispana, donde hay la mayor proporción de miembros de este departamento adventista, recibe en el nombre de "Conquistadores", con la participación de juveniles y adolescentes de 10 a 15 años. En el resto del mundo hablante de lengua española, hay una división en dos departamentos distintos: "Cadetes" (11-14 años) y "Pioneros" (15-16 años); en esas regiones, se organizan bajo la égida de un solo departamento, llamado "Exploradores".

## Historia
El primer paso hacia la organización del club de conquistadores dentro de la Iglesia Adventista se produjo en 1907 cuando se creó el Departamento de Jóvenes Misioneros Voluntarios, bajo el liderazgo del pastor Milton Early Kern.

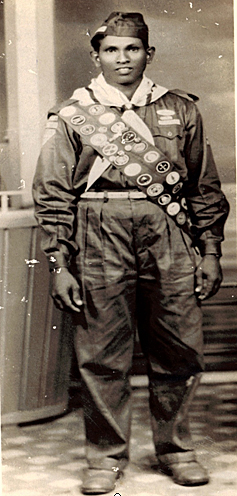
Pastor Samuthram, en 1958, fundador del movimiento "Misioneros Voluntarios" en Malasia.

En 1909 se organizan las primeras sociedades de Misioneros Voluntarios Juveniles (MVJ), y en 1914 se desarrollan las primeras lecciones para MV's Juveniles, que serían las precursoras de las clases progresivas de los conquistadores.
En 1911 se forman los embriones del club de conquistadores en Takoma Park en los Estados Unidos. Tres clubes fueron formados en Takoma Park en 1911, eran ellos: "Scouts Missions", "Woodland Clan & Pals" y "Takoma Indians". Se caracterizaban por aceptar solamente a los juveniles del sexo masculino en sus filas. En 1919 Arthur Spalding fundó los Scouts Missionaries Club (Scouts Misioneros en español), en el condado de Madison, Tennessee. Spalding estudió la organización, formuló directrices compatibles con los objetivos espirituales de la Iglesia Adventista (característica que no fue adoptada inicialmente por los clubes de Takoma Park), y creó el bosquejo del movimiento. Los Scouts Missionaries desarrollaron los ideales fundamentales para el actual club de los conquistadores.
En 1929, por primera vez se utiliza el nombre de "Pathfinder" ("Conquistador/Explorador" en español) en un programa juvenil de la IASD. La Asociación del Sudeste de California promueve un campamento para Juveniles Misioneros Voluntarios, e intitula el campamento de "pathfinder". Y la misma Asociación (Sudeste de California), en 1946, unilateralmente oficializa y pasa a patrocinar el programa, teniendo su primer prototipo de club reconocido, siendo probado en Riverside en California.
A la par de la experiencia en California, la Asociación General de la Iglesia Adventista oficializa en 1950 el programa del club, y adopta un uniforme, una bandera (confeccionada por Hellen Hobbs y Henry Theodore Bergh en 1948) y un himno (compuesto en 1949 por Henry Theodore Bergh) para un nuevo departamento. El nombre adoptado para el programa fue Club de Jóvenes - Misioneros Voluntarios.
Entre el 9 y el 11 de octubre de 1953, la Asociación Sur de Nueva Inglaterra promovió el primer Camporí de conquistadores en Ashburnham en Massachusetts. Desde entonces éste ha sido el principal campamento y forma de interacción entre clubes de conquistadores en todo el mundo.
Desde la oficialización del movimiento como programa de la IASD, él sufrió algunas actualizaciones, siendo las más significativas:
- (1958) Desarrollo de las clases progresivas;
- (1959) Desarrollo de las clases de desarrollo físico y moral (medallas de oro y plata);
- (1976) Acrecimiento de las maestrías al currículo del club;
- (1982) El emblema mundial Misioneros Voluntarios es sustituido por el emblema mundial de los conquistadores, y el nombre Misioneros Voluntarios cae en desuso;
- (1988) Se realiza la primera revisión general del currículo de los conquistadores.
- (2012) Se realiza la segunda revisión general del currículo de los conquistadores.[12]

En 2017 se suman en los cuadros del movimiento más de 1,5 millones de conquistadores y casi 40 mil clubes, esparcidos por más de 150 países.

## Filosofía y objetivos
El club de conquistadores es un programa religioso centrado en el trípode físico-mental-espiritual, que desarrolla actividades para atender las necesidades e intereses de niños y adolescentes (jóvenes) entre 10 y 15 años de edad, con foco específico en este grupo de edad.
Gran parte del programa del club de conquistadores se construye alrededor de actividades físicas. Según el manual del club de conquistadores, el foco en esto se explica porque "los jóvenes entre 10 y 15 años de edad están en una etapa de crecimiento y desarrollo físico muy rápido". Según la filosofía del club, actividades que involucran acción, aventura, desafío y actividades en grupo, "ofrecen oportunidades para el desarrollo de nuevas actitudes y habilidades que producen el crecimiento personal, de equipo y espíritu de comunidad", que aún de acuerdo con la filosofía del programa, forman parte del trípode de la "ciudadanía y lealtad" que predica el respeto hacia "Dios, Su creación, y Su iglesia".
Mientras que el club de conquistadores existe principalmente para los juveniles, uno de sus propósitos básicos es también reunir padres y miembros de la iglesia a través de una participación activa con el club. El objetivo de esta implicación es corregir (o hacer desaparecer) la brecha entre generaciones aproximando juveniles y adultos, para que trabajen y se diviertan juntos en un vínculo de experiencia común.
Toda la filosofía de los conquistadores se construye sobre la premisa de que "los juveniles y los niños aprenden mejor por el ejemplo, en lugar de los preceptos". La forma en que ven los líderes y los valores de los padres es utilizada como un modelo espiritual y social a seguir. Con esto se espera desarrollar altos principios morales, actitudes de amor, cariño y determinación, sobresaltando estos en todas las actividades desarrolladas. La filosofía educativa del club, destaca que los juveniles aprenden más efectivamente en una atmósfera positiva, feliz y segura. Según la Conferencia General de la Iglesia Adventista del Séptimo Día, "la actitud de los dirigentes del club es, por lo tanto, un ingrediente vital en garantizar el éxito y la eficacia de este ministerio para la juventud, pues será uno de los principales modelos a seguir por los juveniles".

### Papel del liderazgo
El liderazgo tiene como papel "ayudar a los jóvenes a comprender y amar a Dios y velar por la iglesia y el prójimo". Según el Manual del club de conquistadores, los objetivos y deberes del liderazgo del club son:
- "Alentar a los conquistadores a descubrir su potencial dado por Dios y usar sus dones y habilidades para atender las expectativas del plan de salvación";
- "Inspirarlos a dar expresión personal de su amor a Dios, uniéndose con otros juveniles en varias actividades de extensión";
- "Hacer como prioridad número uno del programa del club, la salvación personal de cada conquista";
- "Construir en el conquistador el aprecio por una vida sana (disfrutar de actividades al aire libre) y cultivar en ellos el amor por la creación de Dios";
- "Enseñar al conquistador habilidades envolventes e interactivas para hacer el tiempo y los talentos del juvenil más significativos";
- Él debe "alentar al conquistador a mantenerse físicamente apto, y enseñarles a cuidar de su cuerpo y establecer hábitos que van a dar beneficios a su salud";[21]
- "Dar la oportunidad para el desarrollo de liderazgo alentando a los miembros del club a trabajar juntos y compartir las responsabilidades del liderazgo";
- "Y objetivar la promoción del desarrollo armonioso del conquistador, cuidando de todos los aspectos necesarios, sean ellos lo físico, lo social, lo intelectual y lo espiritual".

## Organización

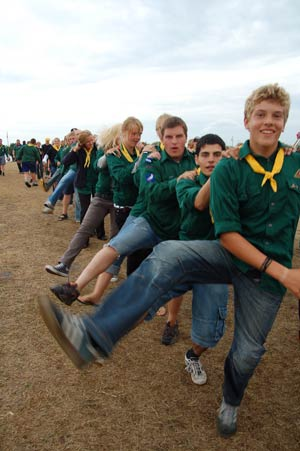
Exploradores daneses en una actividad recreativa durante un camporí en 2006.

Cada club de conquistadores es administrado por un director de club, vicedirectores (normalmente llamados "asociados"), consejeros, instructores, capellán, secretario y tesorero. Los cargos administrativos del club demandan que personas entrenadas estén ocupando la función. La Conferencia General del Departamento Joven instruye que preferentemente sean líderes investidos - mayores de 16 que cumplieron la "Clase de Guía Mayor" - o al menos que cumplan los requisitos de la Clase de Guía Mayor.
El club se divide en unidades separadas, clasificadas por sexo y por edad. Cada unidad tiene en promedio seis o ocho conquistadores, acompañados de un consejero, que es su líder. La unidad funciona como una célula del club, o un "micro-club", pues también desarrolla un organigrama administrativo con un capitán, un secretario y un tesorero, además de desarrollar actividades prácticas y teóricas a través de la interacción entre sus miembros.
Los clubes también se organizan en "regionales", que actúan como agrupaciones de varios clubes. Por lo general, tiene la atribución de desarrollar actividades de ámbito mayor (a ejemplo de camporís), que demandan más esfuerzo y planificación, también dando soporte al club a través del "equipo regional". La regional es coordinada por un coordinador regional, normalmente un líder investido.
En un marco mayor está la coordinación local de los campos de conquistadores (misiones, asociaciones, uniones y divisiones), que, así como las regionales, tienen la atribución de coordinar actividades que demandan más planificación, además de responder a la Asociación General por todas las actividades y trabajos desarrollados en su región geográfica.

## Actividades desarrolladas

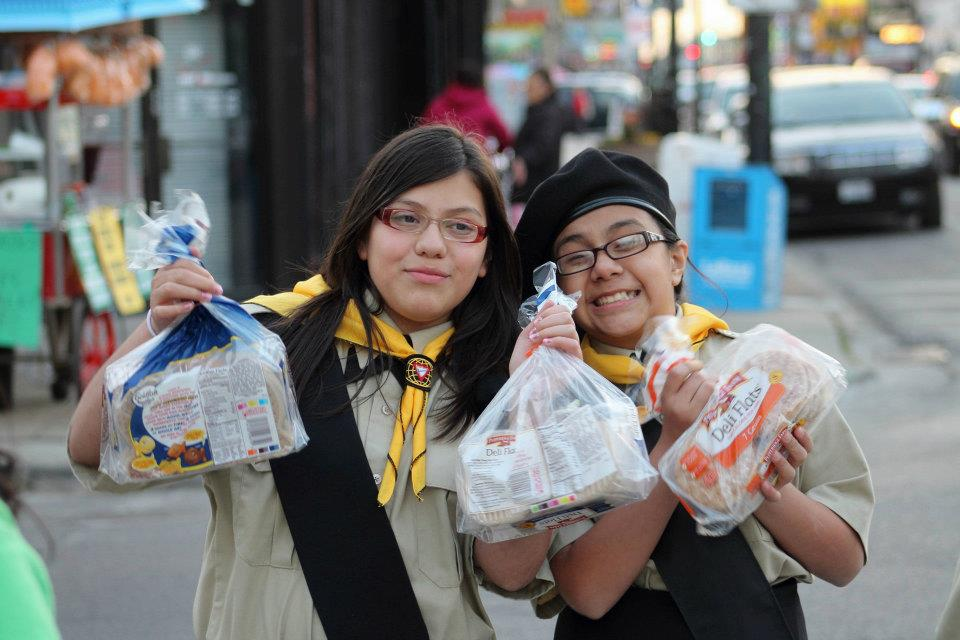
Conquistadores del Club Emannuel, en 2013, en Perú, donando alimentos.

Varias actividades se desarrollan en el programa del club, siendo subdivididas de acuerdo con el trípode educativo del club, enfocando lo físico, lo mental y lo espiritual.

### Ámbito físico
Como parte del programa oficial, el desarrollo físico (práctica de actividades físicas) es valorado. Esto se explica en la filosofía del club al afirmar que "los juveniles (entre 10 y 15 años) están en una etapa de crecimiento y desarrollo físico muy rápido". Varias actividades como caminatas, senderos en la selva, ciclismo, montañismo, entre otras, tienen destaque en las actividades del departamento.
Las actividades dentro y fuera de la reunión regular del club se centran en el desarrollo físico. Se desarrollan juegos, actividades recreativas y brincadoras, que incentivan la práctica de ejercicios. Incluso las actividades tradicionales de la reunión regular, como el orden unida, aprecian el aspecto físico, conjugado con el desarrollo mental.
Las actividades físicas deben en su esencia (dentro de la filosofía oficial), entretener y atraer al niño y al adolescente, y permitir que la misma desarrolle su aspecto mental y espiritual conjuntamente.

### Ámbito mental
Como parte del desarrollo mental se alienta al juvenil a estudiar y desarrollar las clases y especialidades, que son análogas a años y disciplinas escolares.
Aunque comprenden también los aspectos físico y espiritual, las clases y especialidades traen un mayor beneficio en el ámbito mental al conquistador, pues proporcionan un aprendizaje ampliado sobre los más diversos asuntos.

### Ámbito espiritual
Aunque la parte física requiere bastante tiempo dentro de las actividades, el desarrollo espiritual es el foco más grande del club. El objetivo central es llevar al juvenil a tener una "experiencia diaria y constante con Dios", haciéndole reflexionar acerca de "Su creación y de su cuidado para con él".
En materia espiritual, se llevan a cabo varias actividades a fin de involucrar al juvenil. Se destacan trabajos misioneros, estudios bíblicos y trabajos voluntarios. El club normalmente realiza dos reuniones semanales, siendo una el domingo, donde trabaja el aspecto físico y mental de los juveniles, y una el sábado, donde desarrolla actividades de ámbito espiritual, tales como, visita a asilos y orfanatos, donación de alimentos y ropa, distribución de folletos religiosos, campañas contra la violencia y contra las drogas, entre otras actividades.

#### Ciudadanía cristiana
Dentro del ámbito espiritual hay la noción de ciudadanía cristiana en el club de conquistadores. Esta es parte integrante del trabajo con los juveniles, y establece los conceptos (o el segundo trípode) de "ciudadanía y lealtad" que son tres: servir a Dios, a la patria, y al prójimo. El trabajo social de todo el departamento está orientado por este concepto.

## Clases, especialidades y sistema de méritos

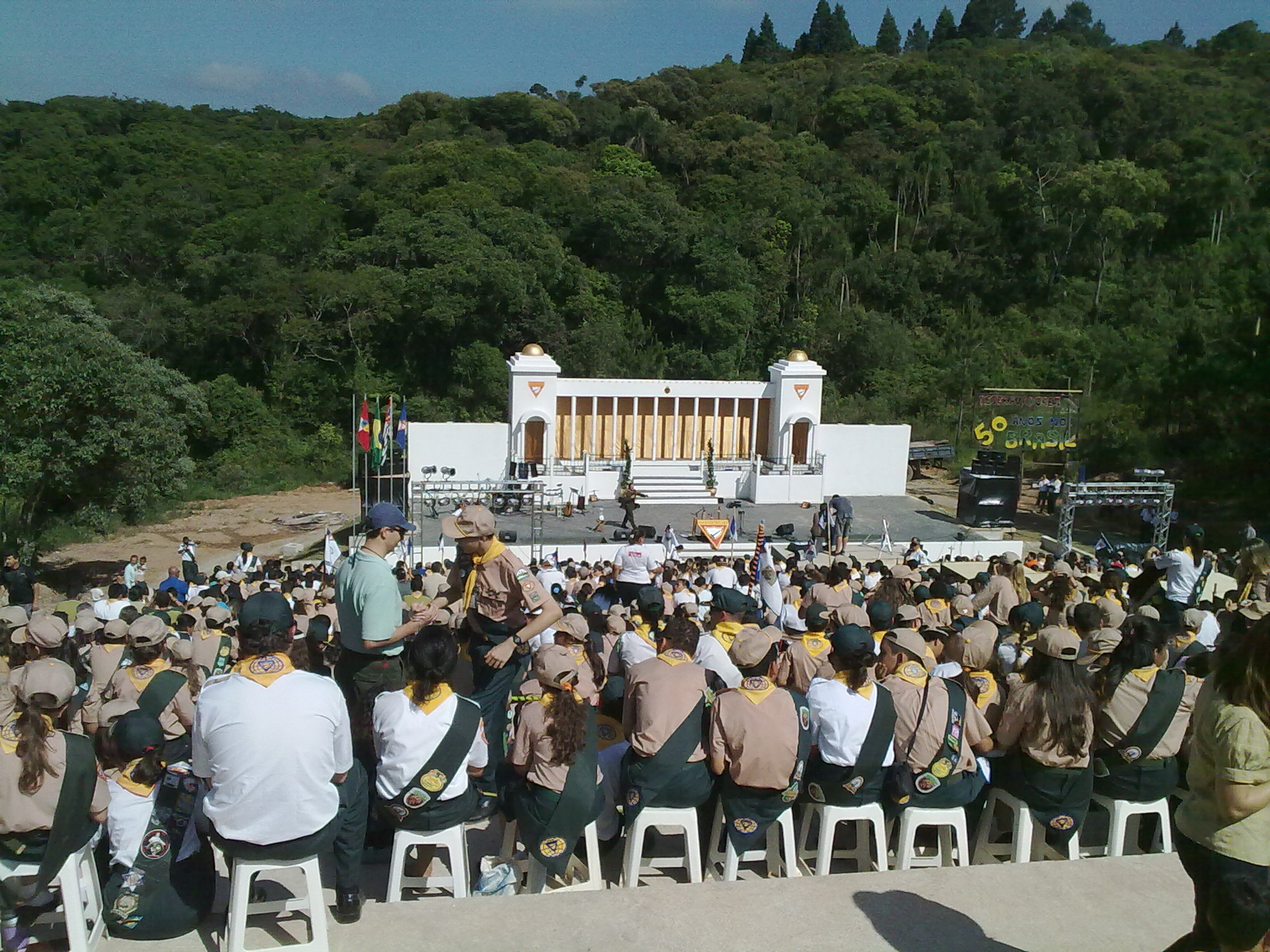
Camporí de Conquistadores, en 2009, en Brasil.

### Clases regulares y avanzadas
Las clases regulares son actividades que engloban los más variados temas, siempre considerando la filosofía educativa del club. Se asemeja a grados académicos, pues se recomienda que se desarrollen en el espacio de un año, respetando la edad correcta para cada clase. Se desarrollan conjuntamente las clases avanzadas, que contienen requisitos más elaborados, y generalmente con un cierto grado de dificultad en relación con las clases regulares. En la América hispana son doce las clases existentes para los juveniles:
- Amigo y Amigo de la Naturaleza (10 años);
- Compañero y Compañero de Excursionismo (11 años);
- Explorador y Explorador de Campo y de Bosque (12 años);
- Pionero/Orientador y Pionero/Orientador de Nuevas Fronteras (13 años);
- Excursionista/Viajero y Excursionista/Viajero en el Bosque (14 años);
- Guía y Guía de Exploración (15 años).

En el resto del mundo hablante de lengua española, hay la siguiente organización: Cadetes - 4 grados: Descubridor, Mensajero, Rastreador y Excursionista - y Pioneros - 2 grados: Asistente Guía, Guía.

### Liderazgo y especializaciones
Al completar los 16 años el conquistador tiene la posibilidad de elegir permanecer en el club y componer el cuadro del liderazgo. Si esta es la elección del joven, él pasará a responder a las clases de líder, que son tres: Guía Mayor; Guía Mayor Máster; y el Guía Mayor Master Avanzado. Estas clases tienen la función de preparar y capacitar al joven que va a componer los cuadros del liderazgo, dando todas las instrucciones necesarias en este sentido.
Mientras que la clase Guía Mayor permite la formación de líderes en un sentido más amplio, la clase Guía Mayor Máster existe para especializar líderes ya invertidos que trabajarán en la formación técnica de los aspirantes. El último grado de especialización, Guía Mayor Master Avanzado, está enfocado a la producción y revisión de contenidos técnicos y didácticos para el departamento.

### Especialidades y maestrías
Las especialidades son actividades teóricas y prácticas enfocadas en determinado tema específico, como si fueran cursos intensivos. Su objetivo es llevar al conquistador a asimilar nuevos conocimientos, desde áreas referentes a la nutrición y la salud, hasta áreas recreativas, de forma que lo capacite y entrena para lidiar con las más diversas situaciones. Su filosofía especialidades también enseña que esta ayuda en el desarrollo espiritual y moral del conquistador.
Las maestrías (también llamada de experto) son agrupaciones de especialidades afines que se desarrollan, dan al conquistador, a través del sistema de méritos del club, la posibilidad de que éste sea agraciado con el mérito de conocedor de determinada área de conocimiento, sea, por ejemplo, desde "arte campestre" , hasta "artes y habilidades manuales".

### Sistema de mérito
El sistema de méritos del Club de Conquistadores permite a los jóvenes y adultos desarrollar sus habilidades en cuatro áreas principales de actividad, que son reconocidas en el programa del club como pilares de apoyo, a saber: la iglesia, la familia, la escuela (o el trabajo) y el club en sí.
El incentivo a la buena práctica en todos estos pilares se reconoce a través de la "Insignia de Excelencia" (antes "Buena Conducta"), que se otorga cada 12 meses a aquellos jóvenes (menores de 15 años) de reconocida excelencia moral. El director del club, junto con su junta directiva, son responsables de juzgar si el candidato es apto. Para los mayores de 16 años, cinco años de voluntariado ininterrumpido de excelencia en el club, también garantiza la entrega de la insignia; en el caso de éstos, es el líder regional y el líder de distrito quienes juzgan si el candidato es apto.
Hay todavía las clases de mérito físico, que son las siguientes: Medalla de Bronce, Medalla de Plata y Medalla de Oro. Se caracterizan por incentivar fuertemente el desarrollo físico y atlético de los juveniles a partir de 14 años, y de los jóvenes que están en los cuadros de liderazgo del club de conquistadores, del club de Aventureros y del club de Jóvenes.